# Berkano

Berkano

Berkano (ᛒ) ist die achtzehnte Rune des älteren Futhark und die vierzehnte Rune des altnordischen Runenalphabets mit dem Lautwert b.
Der rekonstruierte urgermanische Name bedeutet „Birke“. Er erscheint in den Runengedichten als altnordisch bjarkan, altenglisch beorc bzw. gotisch bercna.

## Zeichenkodierung
| Unicode Codepoint | U+16D2                                |
| Unicode-Name      | RUNIC LETTER BERKANAN BEORC BJARKAN B |
| HTML              | &#5842;                               |
| Zeichen           | ᛒ                                     |

## Trivia
Das Logo der Bluetooth-Technologie leitet sich vom Namen des dänischen Königs Harald Blauzahn (englisch Harald Bluetooth) ab, der verfeindete Teile von Norwegen und Dänemark vereinte. Es besteht aus einem Monogramm der altnordischen Runen ᚼ (H wie Hagalaz) und  ᛒ (B wie Berkano).